# Raymond Las Vergnas
Pour les articles homonymes, voir Las Vergnas.
Raymond Las Vergnas, né le 9 décembre 1902 à Saint-Junien en Haute-Vienne et mort le 25 mars 1994 à Paris, est un romancier, traducteur, critique littéraire et professeur de lettres universitaire français. Son domaine de prédilection est la littérature anglaise du XVIIIe siècle et du XXe siècle. Il a collaboré en tant que critique aux Nouvelles littéraires, à la Revue des annales et la Revue des deux mondes. Pendant la Seconde Guerre mondiale, il est prisonnier de guerre durant trois ans.

## Biographie
Après avoir été professeur à l'université de Lille, puis à l'université de Besançon, Raymond Las Vergnas enseigne à partir de 1939 à la faculté des lettres de Paris dont il dirigera l'Institut d'études anglaises et nord-américaines jusqu'en 1968.
Pendant le Front populaire, de mai 1936 au début de 1937, il est chef de cabinet adjoint du jeune ministre de l’Éducation nationale et des Beaux-arts, Jean Zay, aux côtés de Marcel Abraham et de Lucien Coudor, Pierre Boivin et René Paty.
Il est professeur invité titulaire de la Melodia E. Jones Chair de l'université de Buffalo en 1938-1939 et en 1949-1950. Il est président d'honneur de la Société française d’études victoriennes et édouardiennes et de la Société conradienne française.
En 1957, il est le fondateur universitaire du Centre d’études littéraires et scientifiques appliquées (CELSA) en lien avec plusieurs industriels comme Marcel Bleustein-Blanchet et François Dalle.
Lorsque les événements de Mai 68 débutent, il est aussi assesseur du doyen de la faculté des lettres de Paris, Marcel Durry ; au cœur de ces événements, début juin, il est élu doyen de cette faculté par deux assemblées différentes, une ne réunissant que les professeurs et une autre mélangeant professeurs et maîtres de conférences.
À la suite de Mai 68, il propose en août de la même année à Edgar Faure la création du centre universitaire de Vincennes, université expérimentale ouverte aux non-bacheliers dont il pilote la création en s'appuyant sur de nombreuses personnalités intellectuelles. Il en est le premier président, mandat qu'il quitte en 1969 pour se concentrer sur sa charge de doyen de la faculté des lettres et sciences humaines de l'université de Paris.
Il reste à cette fonction de doyen jusqu'à l'éclatement de la faculté en 1971 et devient alors président de l'université Sorbonne Nouvelle - Paris 3, poste qu'il occupera jusqu'à sa retraite en 1975.
Après celle-ci, il se consacre à plein temps à ses activités de conférencier pour l'Alliance française, dont il a été vice-président aux côtés de Marc Blancpain, ainsi qu'à de nombreuses traductions littéraires.
On lui doit notamment une traduction en français du Livre des snobs de Thackeray, parue en 1945 et qui fait autorité. En 1964, il a reçu le prix du rayonnement de la langue et de la littérature françaises de l'Académie française et fut second au Goncourt en 1954 derrière Simone de Beauvoir. Il a également traduit Joseph Conrad et Julian Barnes.

### Vie privée
Il épouse, le 27 décembre 1938, Anne-Marie Luc, femme de lettres, de son nom de plume Anne-Marie Soulac, union dont sont nés deux enfants, Marie-Laure Las Vergnas, ingénieur des Mines, et l'astrophysicien et vulgarisateur Olivier Las Vergnas.

### Distinctions
- Commandeur de la Légion d'honneur
- Commandeur de l'ordre national du Mérite
- Commandeur de l'ordre des Palmes académiques
- Officier de l'Instruction publique en 1955[7]
- Croix de guerre 1939-1945 (2 citations)

## Œuvre

### Travaux universitaires
- W. M. Thackeray, l'homme, le penseur, le romancier, Champion, 1932 Prix Bordin de l'Académie française 1933
- Le Chevalier Rutlidge, gentilhomme anglais, Champion, 1932
- Thackeray, La Renaissance du livre, coll. « Les Cent chefs-d'œuvre étrangers », 1933
- L'Histoire d'Henry Esmond : traduction du roman de Thackeray, en collaboration avec H. Servajean, Éditions Montaigne, 1935 Prix Langlois de l’Académie française en 1936
- Portraits anglais : G. K. Chesterton, Hilaire Belloc, Maurice Baring, Hachette, 1937 ; (en) Chesterton, Belloc, Baring, Londres, Sheet and Ward, 1938
- (en) Joseph Conrad, Didier, coll. « Les grands écrivains étrangers », 1938 Prix Sobrier-Arnould de l'Académie française 1939
- F. D. Roosevelt ou la dictature de la liberté, Les Éditions Universelles, 1944
- Le Livre des snobs : traduction du roman de Thackeray, Éditions Montaigne, 1945
- Les Pièges de l'anglais parlé, Hachette, 1947
- Précis de prononciation anglaise, Hachette, 1969

### Romans et essais
- L'Affaire Sartre, Haumont, 1946
- Les Sabots de Nuremberg, Essays 4, L'homme méditant, 1947
- La Flèche d'Idas, Bader-Dufour, 1949
- La guerre plaît à Dieu, 4 vol, Albin Michel 1951-1954
- Le bal continue, Albin Michel, 1952
- Heure exquise, Albin Michel, 1954
- La Vierge des brumes, Les Œuvres libres, Nouv. sér., vol. 110, 1955
- Le Mystère Niagara, 1956
- L'Angleterre change de cap, Hachette, 1957
- Adieu, Cécilia, Les Œuvres libres, Nouv. sér., vol. 150, 1958
- Les Enquêtes de Colette Lambert. Les yeux de la Sicile, Albin Michel, 1959
- Charmante Bérénice, Les Œuvres libres, Nouv. sér., no 165, 1960
- Cavalerie légère, Albin Michel, 1960
- Mon ami Steve, Les Œuvres libres, Nouv. sér. vol. 179, 1961
- Les Enquêtes de Colette Lambert. Rendez-vous à Piccadilly, Albin Michel, 1961
- Cavalerie lourde, Albin Michel, 1962
- Les Enquêtes de Colette Lambert. Le corbillard portugais, Albin Michel, 1963
- Cavalerie céleste, Albin Michel, 1964
- Les Enquêtes de Colette Lambert. Meurtres à Quiberon, Albin Michel, 1967
- Le Tramway des Grands Bassins, Gallimard, 1976

### Traductions
- Le Soleil en face, Julian Barnes, Stock, 1987
- Œuvres 1[8], Joseph Conrad, éd. publiée sous la dir. de Sylvère Monod avec la collaboration de André Bordeaux, Henriette Bordenave, Pierre Coustillas, Maurice-Paul Gautier, Raymond Las Vergnas et Anne-Marie Soulac, Gallimard, bibliothèque de la Pléiade, 1991
- Love, etc., Julian Barnes, Denoël, 1992
- Le Porc-épic, Julian Barnes, Denoël, 1993